# Kannitverstan

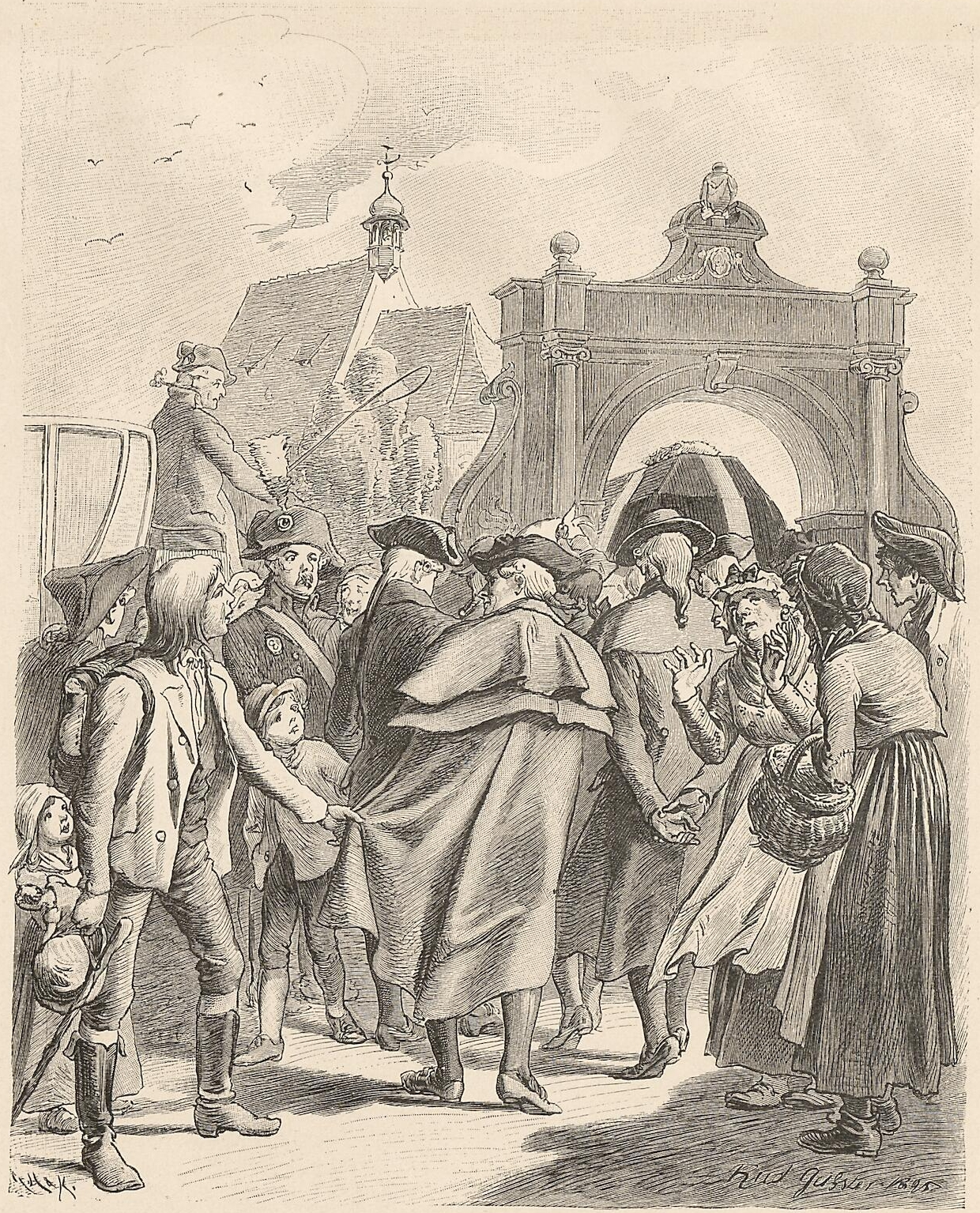
Illustration von Rudolf Geißler für die Münchener Bilderbogen, 1895: Der Handwerksbursche trifft auf den Leichenzug von „Herrn Kannitverstan“

Kannitverstan ist eine Kalendergeschichte des deutschen Dichters Johann Peter Hebel, die erstmals 1808 im Rheinländischen Hausfreund erschien. Sie erzählt von einem Handwerksburschen, der in Folge eines Missverständnisses zu der Erkenntnis der Vergänglichkeit des Irdischen gelangt und so seine Zufriedenheit zurückgewinnt.

## Inhalt
Ein junger Handwerksbursche aus Tuttlingen besucht zum ersten Mal in seinem Leben die holländische Weltstadt Amsterdam und bewundert dort ein besonders prächtiges Haus und ein gewaltiges Schiff, aus dem die kostbarsten Waren gerade entladen werden. Er fragt nach den Besitzern des Gebäudes und des Schiffes und erhält beide Male die Antwort „Kannitverstan“ („Ich kann Euch nicht verstehen.“). Der deutsche Handwerksbursche aus Tuttlingen glaubt jedoch, dass es sich dabei um den Namen des Eigentümers handele, und ist beeindruckt vom Reichtum des vermeintlichen Herrn Kannitverstan. Betrübt vergleicht er dessen Glück mit seiner eigenen Situation und hadert mit seinem Schicksal, bis er schließlich auf einen Leichenzug trifft und nach dem Namen des Verstorbenen fragt. Als er daraufhin wieder die Antwort „Kannitverstan“ erhält, versöhnt er sich mit der Ungleichheit in der Welt und bedauert den Verstorbenen, dessen großer Besitz ihn doch nicht vor dem Tod hat bewahren können. Der Leichenzug wird ihm zum Memento mori und es wird ihm klar, dass Herr Kannitverstan ihm nichts voraus hat.

## Quelle
Die Erzählung Kannitverstan beruht auf einer wahren, schriftlich fixierten Begebenheit: Im Jahre 1757 reiste der 17-jährige französische Graf Adam-Philippe de Custine nach Amsterdam und bestaunte dort ein besonders schönes Landhaus und eine auffällig elegante Dame. Außerdem hörte er, wie der Gewinner der holländischen Lotterie ausgerufen wird, und beobachtete einen Trauerzug. Neugierig fragte er nach den Namen der Personen und erhielt stets die Antwort „Ik kan niet verstaan“. Der junge Graf glaubte daraufhin, es existiere ein „Herr Kannitverstan“. Als Custine wenig später die schöne Dame wieder sah, sprach er ihr sein Beileid zum Tode ihres Gemahls, des Herrn Kannitverstan aus, was natürlich zu großem Gelächter und zur Aufklärung des Missverständnisses führte. Diese amüsante Begebenheit erschien in schriftlicher Form erstmals 1782 in der Aufsatzsammlung Les numéros von Charles Peyssonel und wurde 1783 in deutscher Übersetzung im Luzernischen Wochenblatt abgedruckt.

## Rezeption
In der Literaturwissenschaft gilt Hebels Kannitverstan als eine Erzählung, deren Kernaussage sich allen Lesern mühelos erschließt: Jeder Mensch soll zufrieden sein mit dem, was er hat und was er ist, denn am Ende ereilt jeden, gleich ob arm oder reich, der unbestechliche Tod. Allerdings ist auch der scherzhafte Stil hervorzuheben, in dem diese ernste Mitteilung gemacht wird. Kannitverstan wurde darum schon zu Lebzeiten Hebels bekannt und, zusammen mit anderen Kalendergeschichten aus dem Rheinländischen Hausfreund, in Schullesebücher aufgenommen.

## Sonstiges
Die Stadt Tuttlingen vergibt als derzeit höchste Auszeichnung das Ehrengeschenk des „Kannitverstan“, dargestellt durch eine Bronzeplastik des Tuttlinger Bildhauers Roland Martin.

## Ausgaben
- Johann Peter Hebel: Schatzkästlein des rheinischen Hausfreundes. Kritische Gesamtausgabe mit den Kalender-Holzschnitten. Hrsg. von Winfried Theiss (= Universal-Bibliothek. 142). Reclam, Stuttgart 1981, ISBN 3-15-000142-0.
- Luzernisches Wochenblatt. Dienstag, den 22sten April 1783, 16tes Stück, Seiten 65–67: Fragment vom Nationalstolze in Sprachen. Auf den Seiten 66–67 befindet sich die Geschichte vom Herrn Kannitverstan, der hier allerdings „Herr Kaniverstan“ heißt. Der Protagonist ist ein junger Pariser auf der Reise nach Amsterdam.